# 北梭魚
北梭魚，又称多骨鱼，屬於北梭魚科，是美國佛羅里達州、巴哈馬等地釣魚運動中常用的魚種。

## 形态

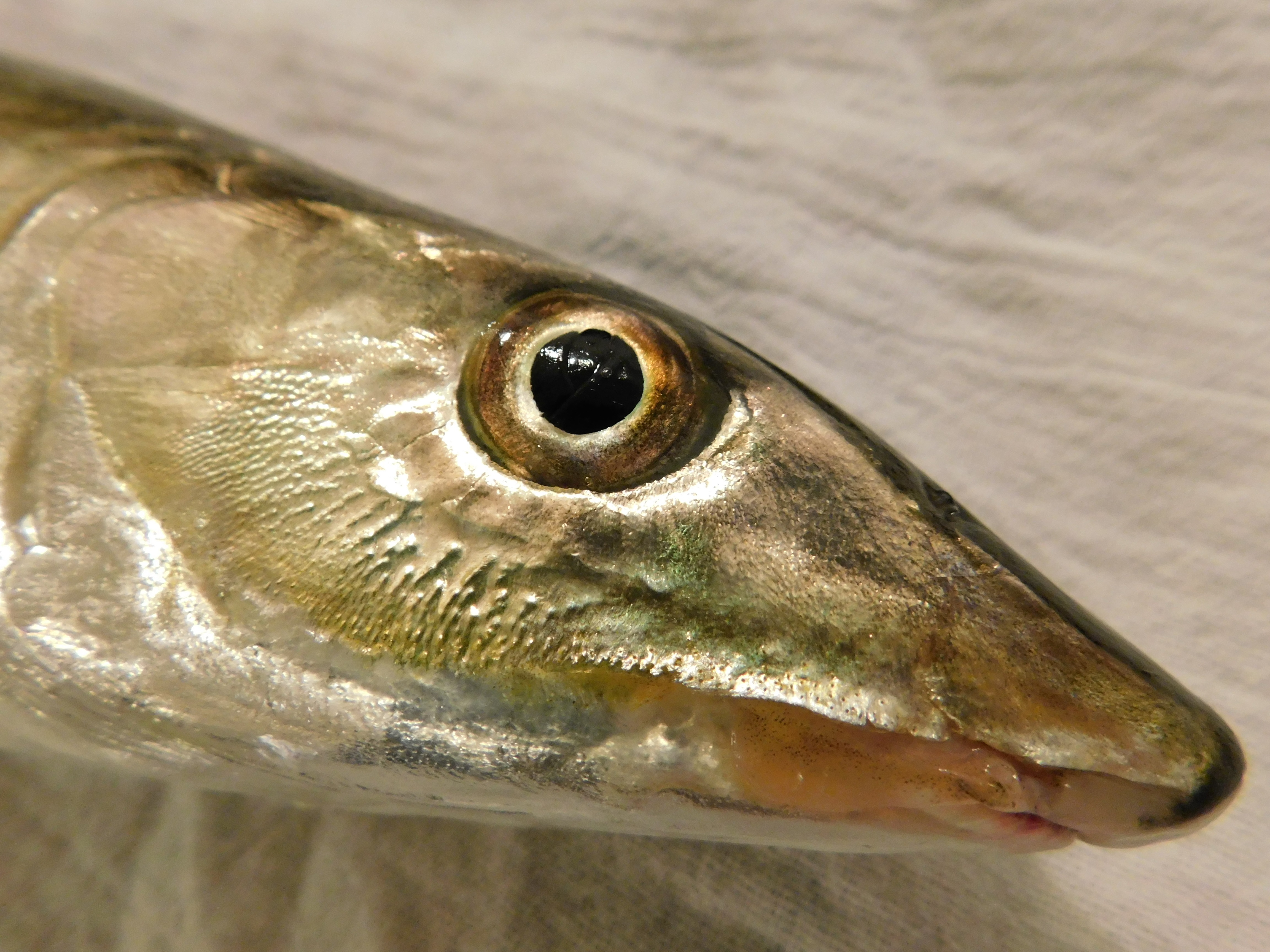
头部

北梭魚與海鏈有很近的親緣關係。北梭魚的體色為銀白色，帶著細長的藍色或綠色條紋。嘴部位於吻狀突出上。背鰭和尾鰭的顏色為黑色。北梭魚的平均大小約3至5磅，最大的長席可到76厘米，最重可達6.4公斤。

## 棲地
北梭魚為海水魚，棲習於熱帶海沿岸和島嶼淺水區。最切是發現在佛羅里達州的比斯坎海灣。牠們生活在近陸地的淺水域。可在有水草生長的白沙地找到牠們。

## 繁殖與習性
北梭魚主要在冬末春初生下子代，主要在淺沙和淤泥處覓食。牠們利用突出的吻狀的嘴掘取生活在海底的蠕蟲、軟體體物、小蝦、蟹類。

## 外部連結
- 臺灣地區北梭魚科 -- 中央研究院台灣魚類資料庫